# Dzjebel
Dzjebel (Bulgaars: Джебел, Turks: Cebel) is een stad en een gemeente in het zuiden van Bulgarije in de oblast Kardzjali. Dzjebel ligt 284 km ten zuidoosten van de hoofdstad Sofia.

## Ligging
De gemeente Dzjebel ligt in het zuidwestelijke deel van de oblast Kardzjali. Met een oppervlakte van 229,079 km² is het de kleinste van de 7 gemeenten van de oblast (oftewel 7,14% van het grondgebied). De grenzen zijn als volgt:
- in het noordwesten - gemeente Ardino;
- in het noorden - gemeente Kardzjali;
- in het oosten - gemeente Momtsjilgrad;
- in het zuiden - gemeente Kirkovo;
- in het zuidwesten - gemeente Zlatograd, oblast Smoljan;
- in het westen - gemeente Nedelino, oblast Smoljan.

## Geschiedenis
De overblijfselen van het Byzantijnse fort van Oestra (10e eeuw) bevinden zich op het grondgebied van de gemeente Dzjebel.
In het jaar 1969 kreeg de plaats Dzjebel een stadsstatus, daarvoor was het officieel nog een dorp.

## Bevolking
Op 31 december 2020 telde de stad Dzjebel 3.358 inwoners, terwijl het stedelijk gebied met de nabijgelegen 46 dorpen en gehuchten, 9.696 inwoners had. De meeste inwoners zijn Bulgaarse Turken van soennitische strekking. Vanwege de massale uittocht van Bulgaarse Turken naar Turkije, die op de vlucht waren voor de grote bulgariseringscampagnes, halveerde de bevolking van de regio Dzjebel in de periode 1985-1992. Sinds 2011 neemt het inwonersaantal weer langzaam toe, vooral als gevolg van terugkerende bewoners uit Turkije (met name Bursa en omgeving).

### Etnische samenstelling
In de gemeente Dzjebel vormen etnische Turken de overgrote meerderheid van de bevolking, gevolgd door een substantiële minderheid van etnische Bulgaren. Het aantal en aandeel etnische Turken in de totale bevolking is sinds 1992 langzaam maar geleidelijk aan het afnemen.
| Etnische groep   | volkstelling 1992 | volkstelling 1992 | volkstelling 2001 | volkstelling 2001 | volkstelling 2011 | volkstelling 2011 | volkstelling 2011  |
| Etnische groep   | Aantal            | %                 | Aantal            | %                 | Aantal            | % (totaal)        | % (gespecificeerd) |
| ---------------- | ----------------- | ----------------- | ----------------- | ----------------- | ----------------- | ----------------- | ------------------ |
| Bulgaren         | 2.047             | 18,62             | 1.621             | 18,72             | 1.245             | 15,24             | 16,98              |
| Turken           | 8.880             | 80,77             | 6.648             | 76,76             | 5.432             | 66,51             | 74,10              |
| Roma             | -                 | -                 | 1                 | 0,01              | 3                 | 0,04              | 0,04               |
| Andere groepen   | 67                | 0,61              | 14                | 0,16              | 82                | 1,00              | 1,12               |
| Onbekend         | -                 | -                 | 341               | 3,94              | 569               | 6,97              | 7,76               |
| Ongespecificeerd | -                 | -                 | 36                | 0,42              | 836               | 10,24             | .                  |
| Totaal           | 10.994            | 100,00            | 8.661             | 100,00            | 8.167             | 100,00            | 100,00             |

### Religie
De laatste volkstelling werd uitgevoerd in februari 2011 en was optioneel. Van de 8.167 inwoners reageerden er 6.563 op de volkstelling. Van deze 6.563 respondenten waren er 5.401 moslims, oftewel 82,3% van de bevolking. De rest van de bevolking had een andere geloofsovertuiging of was niet religieus. Dzjebel heeft een van de hoogste concentraties van moslims in Bulgarije.
| Religieuze samenstelling in februari 2011 | Religieuze samenstelling in februari 2011 | Religieuze samenstelling in februari 2011 | Religieuze samenstelling in februari 2011 | Religieuze samenstelling in februari 2011 |
| ----------------------------------------- | ----------------------------------------- | ----------------------------------------- | ----------------------------------------- | ----------------------------------------- |
|                                           |                                           |                                           |                                           |                                           |
| Bulgaars-Orthodoxe Kerk                   | Bulgaars-Orthodoxe Kerk                   |                                           | 3,55%                                     | 3,55%                                     |
| Katholieke Kerk                           | Katholieke Kerk                           |                                           | 0,17%                                     | 0,17%                                     |
| Protestantisme                            | Protestantisme                            |                                           | 0,00%                                     | 0,00%                                     |
| Islam                                     | Islam                                     |                                           | 82,29%                                    | 82,29%                                    |
| Geen                                      | Geen                                      |                                           | 0,98%                                     | 0,98%                                     |
| Anders/ Onbekend                          | Anders/ Onbekend                          |                                           | 13,01%                                    | 13,01%                                    |

## Economie
De belangrijkste economische activiteit in Dzjebel is de productie en verwerking van tabak. De jaarlijkse productie is enkele duizenden ton, vooral van het ras ‘Dzjebel basma’ (Джебел басма).

## Gemeentelijke kernen
De gemeente Dzjebel bestaat uit de stad Dzjebel en 46 nabijgelegen dorpen.
| - Albantsi - Brezjana - Dobrintsi - Doesjinkovo - Dzjebel (hoofdplaats) - General Gesjevo - Ilijsko - Jamino - Kamenane - Kazatsite - Kontil - Kozitsa - Koeptsite - Lebed - Misjevsko - Mrezjitsjko | - Oestren - Ovtsjevo - Paprat - Plazisjte - Podvratsj - Poljanets - Pototsje - Pripek - Rat - Ridino - Rogozari - Rogoztsje - Rozjdensko - Sipets - Skalina - Slantsjogled | - Sofijtsi - Sjterna - Tarnovtsi - Teltsjarka - Tjutjuntsje - Tsarkvitsa - Tsjakaltsi - Tsjeresjka - Tsvjatovo - Valkovitsj - Velikdentsje - Vodenitsjarsko - Zjalti Rid - Zjaltika - Zjeladovo |